# Vụ xả súng tại Praha 2023
Vào ngày 21 tháng 12 năm 2023, 14 người thiệt mạng trong một vụ xả súng hàng loạt tại Đại học Charles của Quảng trường Jan Palach ở trung tâm Praha, Cộng hòa Séc. 25 người khác bị thương, trong đó có 3 người nước ngoài. Thủ phạm đã cho là đã chết sau vụ tấn công. Trước khi xảy ra vụ nổ súng, người ta tìm thấy cha của hung thủ đã chết tại nhà riêng ở Hostouň.